# K.R. Narayanan
Kocheril Raman Narayanan også kendt som K. R. Narayanan (27. oktober 1920 i Travancore - 9. november 2005 i New Delhi) var Indiens præsident fra 1997 til 2002. Han var den tiende præsident i Indien efter uafhængigheden fra Storbritannien i august 1947.
Han begyndte sin politiske karriere i Indien som medlem af den indiske udenrigstjeneste under administrationen til Jawaharlal Nehru. Han fungerede også som Indiens ambassadør i Japan, Storbritannien, Thailand, Tyrkiet, Kina og USA og blev beskrevet af Nehru som «den bedste diplomat i landet». Han blev valgt som Indiens vicepræsident i 1992 og gik videre fra vicepræsident til selv at blive præsident for Indien i 1997. 